# عصام سالم سميري
عصام سالم محمد سميري لاعب كرة قدم في نادي سحاب الأردني كلاعب مدافع (ظهير أيمن) نشأ عصام في نادي الرفاع البحريني وبدأت مسيرته من هناك سنة 2015. تدرج في جميع فئات النادي وصولا إلى الفريق الأول. حقق مع نادي الرفاع البحريني سبع بطولات أربع منها على مستوى الفئات وثلاث منها على مستوى الفريق الأول كان منها كأس الملك ودوري ناصر بن حمد للمحترفين وكأس السوبر البحريني ثم في موسم 2019 - 2020 انتقل عصام إلى نادي شباب العقبة الأردني في صفقة انتقال حر.
لعب عصام موسمين لنادي شباب العقبة قدم خلالهما مستويات جيدة أهلته للعب في صفوف المنتخب الوطني الأولمبي (تحت 23 سنة) ومن ثم في موسم 2022 انتقل عصام إلى صفوف نادي سحاب الأردني في صفقة انتقال حر وهو الآن على أعتاب بداية موسم مع الفريق في الدوري الأردني الممتاز.